# 王褒 (南北朝)
王褒（513年—576年），字子渊，琅邪郡临沂县（今山东省临沂市）人，南北朝骈文家、诗人。
學問淵博，志怀沉静。“美风仪，善谈笑”，以善駢文著稱，娶梁武帝之弟鄱阳王萧恢之女為妻。梁元帝时任吏部尚书、左仆射。西魏破江陵后，虜王褒等入关，宇文泰大喜說：“昔平吴之利，二陆而已。今定楚之功，群贤毕至，可谓过之矣。”陈朝与北周通好後，許多寓流士子得以還鄉，唯有庾信與王褒不得南回。建德年间（572年—578年）去世。周书与庾信同传，均为南朝文士入北的代表人物。

## 履历
天监十二年（513年）王褒诞生，为王导九世孙，其父亲是王规，南梁侍中、左民尚书。王褒少年时曾随姑夫萧子雲学书法，时常往来其家中。梁武帝欣赏王褒的才艺，便将鄱阳王的女儿嫁给了他。中大通四年（532年）王褒举秀才，任秘书郎、太子舍人。大同二年（536年）丁父忧，去职。四年（538）袭封南昌县候，与顾野王一同为宣城王宾客，时人称为“二绝”。大同八年（542），出任安成内史。当时安成经过刘敬躬的叛乱而前任内史萧说遁走，王褒接任。侯景之乱勃发，王褒在安成拒守乱军。大宝二年（551）萧繹征召王褒至江陵。承圣元年（552）王褒带着家人迁往江陵。萧繹赐予他智武将军、南平内史的官位，旋任吏部尚书、侍中。承圣二年（553）正月，为尚书右仆射，同年十一月迁左仆射，参掌选事如故。梁元帝称帝后选定都城，众人皆赞成在江陵，王褒、周弘正私下谏言，主张应该还都建业，但不被采纳。此年，王褒负责校对祕阁旧事八万卷中的史部。承圣三年冬十月，于谨率兵攻打江陵，王褒被任命为都督城西城南诸军事，元景亮为其副官。因守城不利，王褒被降为护军将军，十一月廿九日，江陵失陷，王褒与元帝出降。 于谨儿子知道王褒擅长书法，给他纸笔，向他求字，王褒于是提笔写下：“柱国常山公家奴王褒”。
在西魏，王褒立即得到了车骑将军、仪同三司的待遇。周孝闵帝元年（557）王褒受封石泉县子、邑三百户，开府仪同三司。武成二年（560）周明帝以王褒为麟趾学士，余其他八十人一起在麟趾殿校刊经史。保定元年（561），王褒除内史中大夫。天和元年（566），以王褒等四人为文学博士，其余三人为萧㧑、唐瑾以及元伟。天和四年（569），王褒注周武帝《象经序》。建德元年（572），周武帝杀宇文护，王褒受到重用，凡是重大诏令、册封都由王褒草拟。建德二年，为太子少保，迁小司空。建德五年，任宜州刺史，卒于任。享年六十四岁。

## 诗作
隋书经籍志载王褒有集二十一卷，已佚。现存诗40余篇。

渡河北

秋风吹木叶，还似洞庭波。

常山临代郡，亭障绕黄河。

心悲异方乐，肠断陇头歌。

薄暮临征马，失道北山阿。

## 家世

### 父母
- 王规，南梁左民尚书、南昌章侯
- 陈郡袁氏，司空袁昂之女

### 後代
- 子王鼒，隋卫尉寺丞、安都郡守、石泉侯。
  - 王鼒子王弘直，王弘直生王方庆，为武周宰相。
  - 王鼒有女嫁唐荥阳公张某。
  - 王鼒子王弘让，隋工部、宪部郎、中书舍人。王弘让生王方泰、安州别驾王雄。王方泰生襄州襄阳县尉、同州冯翊县丞王鸿。王鸿生长安县尉左授襄阳郡毂城县尉又移南阳郡临湍县尉王志悌。王志悌生唐朝太中大夫王汶。王汶生朝散大夫、守尚书、吏部郎中兼侍御史知杂事、上柱国、临沂县开国男、食邑三百户王衮。王衮生王存夫，唐穆宗挽郎。王雄生张掖丞王伯惠。王伯惠生赠秘书少监王义丰。王义丰生义王府咨议王峤。
  - 王鼒子王弘训，唐御史中丞。王弘训生户部郎中王方智。王方智生唐忠王府文学、上柱国王固己。

## 延伸阅读
[在维基数据编辑]
 在维基文库阅读此作者作品
 《周書·卷41》，出自令狐德棻《周書》